# Ковшова, Наталья Венедиктовна
Ната́лья Венеди́ктовна Ковшо́ва (26 ноября 1920 — 14 августа 1942) — Герой Советского Союза (14.02.1943), снайпер во время Великой Отечественной войны.

## Биография
Родилась 26 ноября 1920 года в Уфе. В 1924 семья переехала в Москву. В 1940 году окончила московскую школу № 281 в Уланском переулке (ныне № 1284) и поступила на работу в трест организации авиационной промышленности «Оргавиапром» (ныне — Национальный институт авиационных технологий, НИАТ), созданный в конце осени того же года. Работала инспектором отдела кадров. В 1941 году готовилась к поступлению в Московский авиационный институт.
С началом Великой Отечественной войны ушла добровольцем в Красную армию. Окончила курсы снайперов. На фронте с октября 1941 года.

Граффити с изображением Натальи Ковшовой на одноимённой улице в Уфе

В сражении под Москвой воевала в рядах 3-й Московской коммунистической стрелковой дивизии.
С января 1942 года снайпер в 528-м стрелковом полку (130-я стрелковая дивизия, 1-я ударная армия, Северо-западный фронт). Участвовала в боевых действиях с февраля 1942 года в районе Новой Руссы. В марте под ураганным огнём вынесла с поля боя тяжело раненного командира полка, при этом была ранена.
На личном счету снайпера Ковшовой 167 истреблённых солдат и офицеров противника (по свидетельству её однополчанина Георгия Баловнева, не менее 200; в наградном листе особо упоминается, что среди поражённых целей Ковшовой были вражеские снайперы и пулемётный расчёт противника). Во время службы обучала бойцов мастерству меткой стрельбы.
14 августа 1942 года возле деревни Сутоки Парфинского района Новгородской области вместе со своей подругой Марией Поливановой вступила в бой с противником. В неравном бою обе были ранены, но не прекратили бой. Расстреляв весь запас патронов, они взорвали себя гранатами вместе с окружившими их солдатами противника. Обе зачислены навечно в списки личного состава 130-й стрелковой дивизии.
Похоронена в деревне Коровитчино Старорусского района Новгородской области. На Новодевичьем кладбище на могиле её отца — кенотаф.
Звание Героя Советского Союза присвоено посмертно 14 февраля 1943 года (вместе с М. С. Поливановой) за самоотверженность и героизм, проявленные в бою.

## Семья
Мать — Нина Дмитриевна Араловец, родилась в 1902 году в семье революционеров. Она была деятелем молодёжного движения на Южном Урале. После гибели дочери написала о ней книгу: «Наташа Ковшова: Записки матери Героя Советского Союза», на русском языке книга была издана уже после её смерти, впоследствии была переведена на болгарский язык. Умерла в 1951 году.
Отец — Венедикт Дмитриевич Ковшов, родился в 1898 году, участник гражданской войны. В 1914—1917 годы — учащийся Златоустовского среднего механико-технического училища (ныне техникум им. П. П. Аносова). Член РСДРП(б) с апреля 1917 года, в 1917—1918 годы — член Златоустовского комитета РСДРП(б), член местного штаба БОНВ, участник знаменитого рейда партизанской армии В. К. Блюхера. 1918—1919 годы — комиссар Богоявленского стрелкового полка 3-й армии. С сентября 1919 года — секретарь Златоустовского уездного комитета РКП(б), в 1920—1922 годы — заведующий орготделом Уфимского губернского комитета РКП(б), затем — на партийной работе в Москве. В 1931—1933 годы учился в институте востоковедения. За участие в троцкистской оппозиции в 1927 годы исключен из партии, позднее восстановлен. В 1935 году вновь исключен и арестован, до 1949 года находился в колымских лагерях, 1949—1954 годы — в ссылке в Красноярском крае. Реабилитирован в 1955 году, по одним данным скончался в 1968 году, но на надгробном камне указан 1971 год.
Её дядя по отцу — герой Гражданской войны Виталий Ковшов.
Дед Натальи Ковшовой, Дмитрий Маркович Араловец, и два дяди, Аркадий Дмитриевич Араловец и Викторин Дмитриевич Араловец, погибли от рук белых в ходе репрессий в Златоусте.

## Награды
- Медаль «Золотая Звезда» (14.02.1943)
- Орден Ленина (14.02.1943)
- Орден Красной Звезды (13.08.1942)
- Медаль «За оборону Москвы» (1.05.1944)

## Память
- Поэт Михаил Матусовский посвятил подвигу подруг стихи:

Немало героев взрастила война,

Но мы называем двух,

И нам никогда не забыть имена

Отважных московских подруг.

- Поэт Михаил Светлов писал о Н. Ковшовой и М. Поливановой во фронтовой газете:

Героини шли дорогой чести.

К подвигам их молодость рвалась,

Вместе жили, радовались. Вместе

Встретили они свой смертный час.

- Наталья Ковшова навечно зачислена в списки личного состава 103-й стрелковой дивизии.
- Именем Натальи Ковшовой было названо морское судно — большой рыболовецкий траулер, построенный для СССР во Франции в 1966 г.
- Именем Натальи Ковшовой названы улицы в Москве (Улица Наташи Ковшовой), Уфе, Старой Руссе, Челябинске, Марёво, Залучье, Месягутово.
- На доме № 117 по улице Пушкина в Уфе, где жила Наташа Ковшова, были установлены мемориальные доски на русском и башкирском языках. В конце 2005 года, в связи со сносом дома, один из памятных знаков передан в Национальный музей Республики Башкортостан, а другой — в одну из детских библиотек города Уфы. 14 февраля 2008 года на одном из новых домов по улице Пушкина, неподалёку от места, где стоял снесенный дом, торжественно открыты новые памятные доски[13].
- Именем Наташи Ковшовой в 1964 году названа московская школа № 281 в Уланском переулке, где училась будущая героиня. С 1965 года это «английская» спецшкола № 64, а сегодня № 1284. В 60-е годы создаётся комната-музей, где хранятся её вещи, одежда, тетради, книги. День рождения Наташи становится традиционным праздником — Днём чести школы. Здание не сохранилось. По постановлению Правительства Москвы[14] оно было полностью снесено летом 2003, а через год, на том же месте, построена новая школа. Прежнюю — напоминает форма фасада со стороны проспекта Академика Сахарова. Там же, на аллее, под старыми деревьями, установлен камень в память об учениках, погибших в боях Великой Отечественной войны. У входа прикреплена мемориальная доска, перенесенная сюда со старого здания: «В этой школе с 1936 по 1940 год училась Герой Советского Союза Наташа Ковшова».
- В Челябинске есть улица и школа № 56 имени Н. Ковшовой, во дворе которой в 1978 году открыт памятник-бюст героине. Авторы — скульптор Э. Э. Головницкая, архитектор Н. З. Хасанова[15].
- В Уфе ежегодно проводится легкоатлетический пробег памяти Натальи Ковшовой[16].

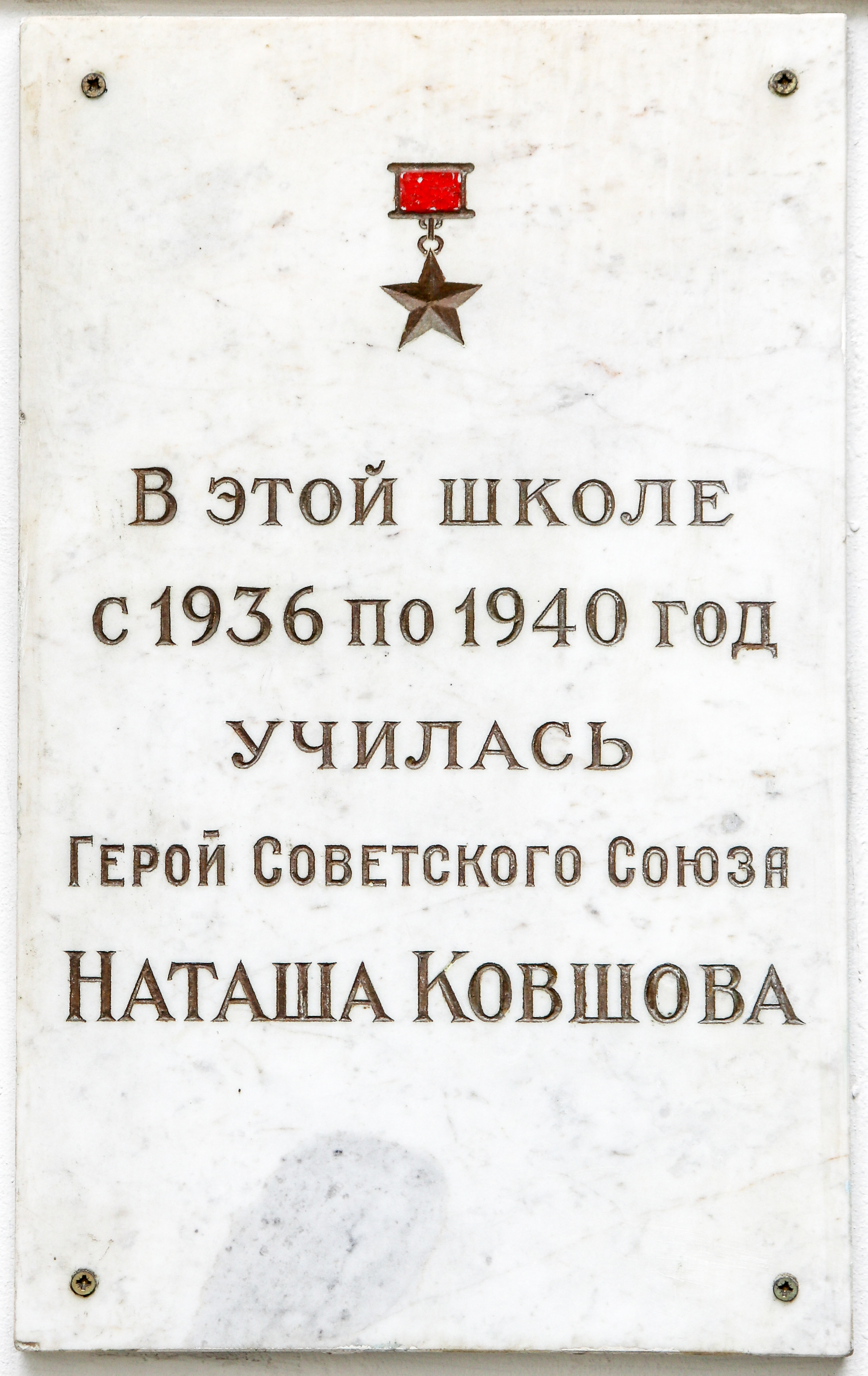
Москва. Мемориальная доска на здании школы в Уланском переулке
Скульптура «За Родину». Посвящена подвигу Н. Ковшовой и М. Поливановой. Скульптор: Е. М. Блинова. СССР, 1970-е годы. Ленино-Снегирёвский военно-исторический музей
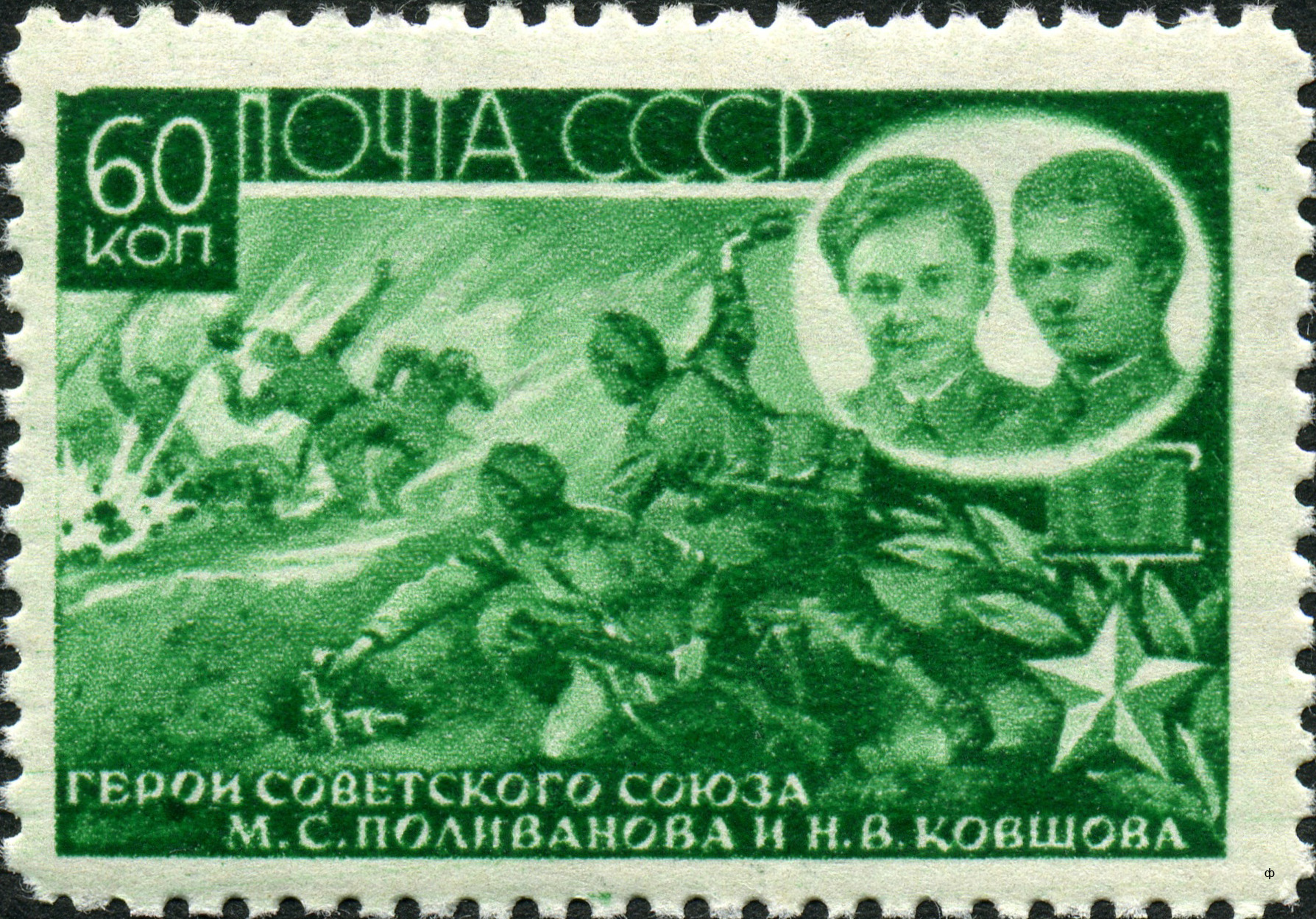
Снайперы Мария Поливанова и Наталья Ковшова на марке (почта СССР, 1944 год)
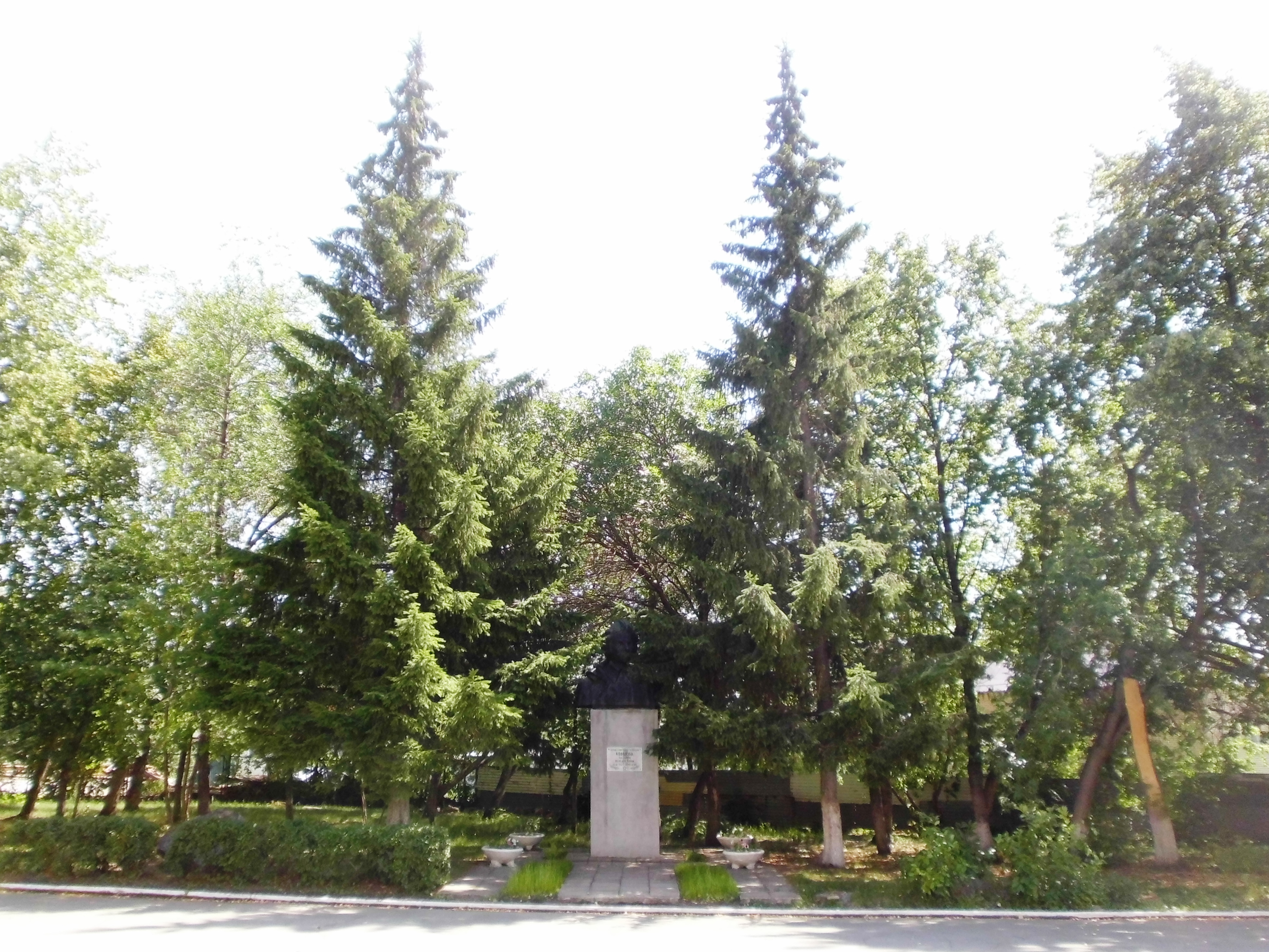
Памятник Наталии Венедиктовне Ковшовой во дворе школы № 56 в г. Челябинске (объект культурного наследия)
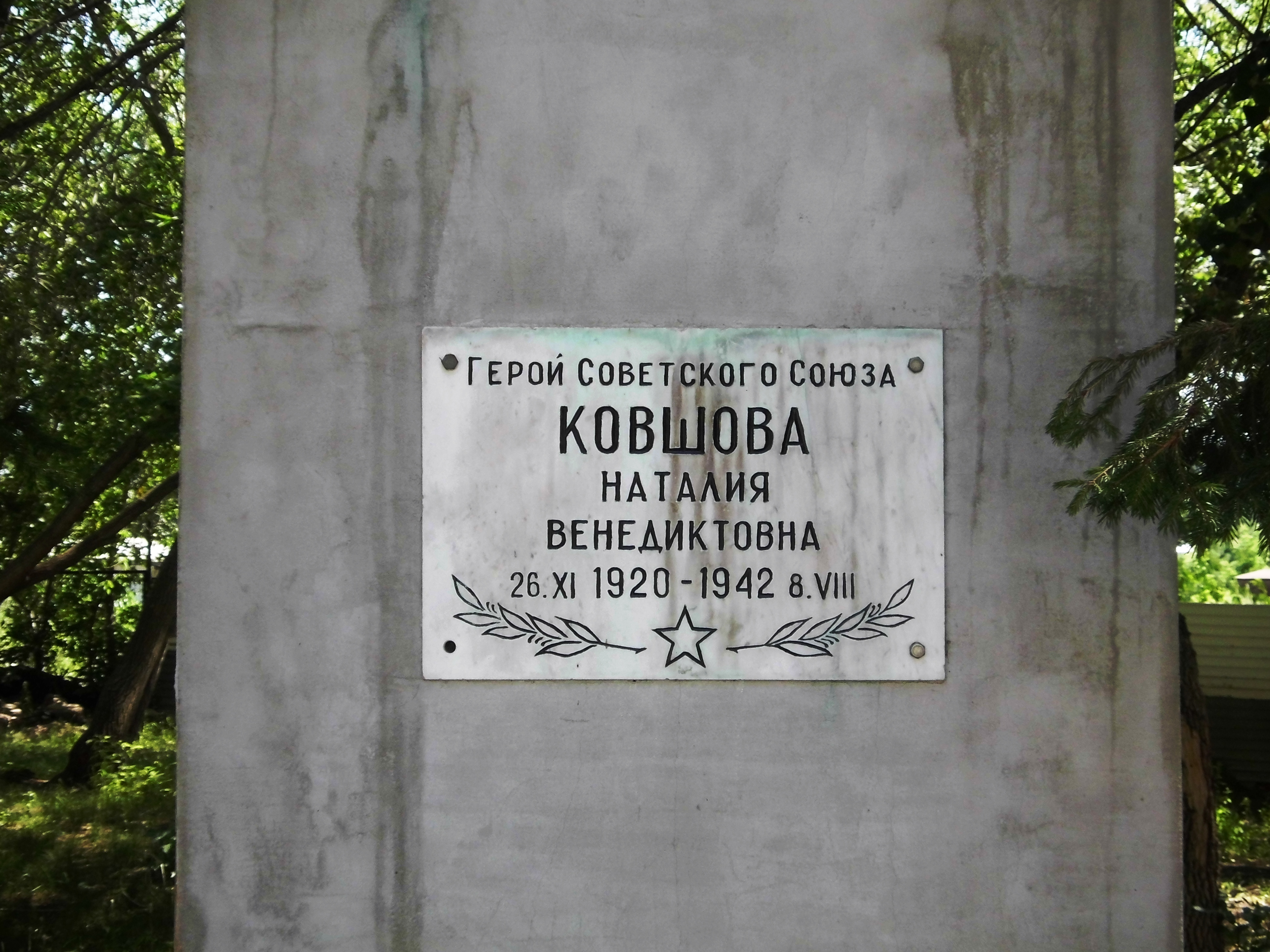
Мемориальная доска на памятнике в Челябинске